# Zhang Ying (Tennisspielerin)
Zhang Ying (chinesisch 张莹, Pinyin Zhāng Yíng; * 15. April 1996) ist eine chinesische Tennisspielerin.

## Karriere
Zhang spielt hauptsächlich Turniere auf der ITF Women’s World Tennis Tour, bei denen sie bislang drei Einzel- und neun Doppeltitel gewann.
2014 startete Zhang bei den Australian Open, wo sie im Juniorinneneinzel mit einem 6:4 und 6:0 gegen Snehadevi Reddy in die zweite Runde einzog, dort aber gegen Anastassija Andrejewna Komardina mit 3:6 und 1:6 verlor. Im Juniorinnendoppel scheiterte sie zusammen mit ihrer Partnerin Sun Ziyue bereits in der ersten Runde gegen die Paarung Linda Huang und Kaylah McPhee mit 5:7, 6:1 und [7:10]. Ende Oktober erhielt sie eine Wildcard für das Hauptfeld der Yinzhou Bank International Women’s Tennis Open, ihrem ersten Turnier der WTA Challenger Series, wo sie Hsieh Su-wei mit 6:4, 1:6 und 1:6 unterlag. Anfang November erhielt sie eine Wildcard für die Qualifikation zum Hauptfeld im Dameneinzel der OEC Taipei WTA Ladies Open, wo sie in der ersten Runde gegen Han Xinyun mit 3:6, 7:62 und 6:75 verlor. Im Doppel trat sie im Hauptfeld mit Partnerin Magda Linette an; sie verloren aber in der ersten Runde gegen die an Position zwei gesetzte Paarung Arina Rodionova und Olha Sawtschuk mit 4:6 und 1:6.
2015 erhielt Zhang zusammen mit ihrer Partnerin Wang Yan eine Wildcard für das Hauptfeld im Damendoppel der China F7 Futures und erreichte dort das Viertelfinale. Ende Juli erhielt sie eine Wildcard für das Hauptfeld im Dameneinzel der Jiangxi Women’s Open, wo sie in der ersten Runde gegen Lu Jiajing mit 6:3, 1:6 und 4:6 verlor. Im Doppel verlor sie zusammen mit Xun Fangying ebenfalls bereits in der ersten Runde. Im September erhielt sie eine Wildcard für die Qualifikation zum Hauptfeld im Dameneinzel der Guangzhou International Women’s Open, ihrem ersten Turnier auf der WTA Tour. Sie unterlag in der ersten Runde Julia Glushko mit 2:6 und 0:6. Im Doppel verlor sie mit Partnerin Ankita Raina gegen Jelena Janković und Aleksandra Krunić ebenfalls bereits in der ersten Runde mit 4:6 und 1:6. Auch für das WTA-Turnier Tianjin Open erhielt sie im Oktober eine Wildcard für die Qualifikation, wo sie gegen Zhang Shuai mit 3:6 und 1:6 in der ersten Runde verlor. Ende Oktober erhielt sie bei den $100,000 Nanjing zusammen mit Xun Fangying eine Wildcard für das Damendoppel, konnte diese aber nicht nutzen und verlor mit 2:6 und 4:6 gegen Carolin Daniels und Lidsija Marosawa.

## Turniersiege

### Einzel
| Nr. | Datum         | Turnier   | Kategorie   | Belag        | Finalgegnerin | Ergebnis      |
| --- | ------------- | --------- | ----------- | ------------ | ------------- | ------------- |
| 1.  | 26. Juni 2016 | Kaohsiung | ITF $10.000 | Hartplatz    | Erina Hayashi | 6:0, 7:65     |
| 2.  | 10. März 2019 | Nanchang  | ITF W15     | Sand (Halle) | Kim Da-bin    | 3:6, 6:2, 7:5 |
| 3.  | 27. Juli 2025 | Lu'an     | ITF W15     | Hartplatz    | Choi On-yu    | 7:5, 6:3      |

### Doppel
| Nr. | Datum            | Turnier  | Kategorie   | Belag     | Partnerin       | Finalgegnerinnen                     | Ergebnis         |
| --- | ---------------- | -------- | ----------- | --------- | --------------- | ------------------------------------ | ---------------- |
| 1.  | 21. Juni 2015    | Anning   | ITF $10.000 | Sand      | Gao Xinyu       | Li Yihong Tang Qianhui               | 6:4, 6:2         |
| 2.  | 11. März 2016    | Nanjing  | ITF $10.000 | Hartplatz | Lee Pei-chi     | Xun Fangying Zhao Di                 | 6:2, 7:5         |
| 3.  | 25. Februar 2017 | Nanjing  | ITF $15.000 | Hartplatz | Li Yihong       | Tang Hao-chen Guo Hanyu              | 5:7, 6:3, [10:3] |
| 4.  | 6. Mai 2017      | Hua Hin  | ITF $15.000 | Hartplatz | Chen Jiahui     | Fatma Al Nabhani Chihiro Muramatsu   | 6:4, 6:1         |
| 5.  | 19. Januar 2019  | Monastir | ITF W15     | Hartplatz | İpek Soylu      | Claudia Hoste Ferrer Julia Terziyska | 6:3, 6:3         |
| 6.  | 15. Juni 2019    | Hengyang | ITF W25     | Hartplatz | You Xiaodi      | Sun Xuliu Zhao Qianqian              | 6:1, 6:0         |
| 7.  | 17. August 2024  | Xiamen   | ITF W15     | Hartplatz | Huang Yujia     | Lu Jingjing Xun Fangying             | 6:2, 7:5         |
| 8.  | 5. Juli 2025     | Hongkong | ITF W15     | Hartplatz | Shek Cheuk-ying | Jeong Bo-young Tian Fangran          | 6:1, 6:1         |
| 9.  | 2. August 2025   | Lu'an    | ITF W15     | Hartplatz | Huang Yujia     | Sun Yifan Zhao Xichen                | 6:4, 6:3         |